# Samuel Whitten
Samuel "Sam" Whitten (ur. 1983) – amerykański aktor filmowy, telewizyjny i teatralny.

## Życiorys
Pochodzi z San Antonio w stanie Teksas, gdzie w 2001 roku ukończył katolicką szkołę średnią St. Anthony Catholic High School. Po przeprowadzce do Nowego Jorku rozpoczął naukę w Neighborhood Playhouse School of the Theatre, szkole aktorskiej zlokalizowanej na Manhattanie, która wykształciła takie sławy, jak Dustin Hoffman, Diane Keaton czy James Caan. Mieszkając w Nowym Jorku, związał się z teatrem Godlight Theatre Company.
Jako aktor telewizyjny debiutował w 2005 roku. Pojawił się wówczas w roli Dostawcy w operze mydlanej stacji CBS As the World Turns. Do 2007 swoją rolę powtórzył jeszcze w trzech kolejnych odcinkach tasiemca. W 2008 otrzymał angaż w serialu Tylko jedno życie (One Life to Live), nadawanym przez kanał ABC. Jako Eddie Barton wystąpił w dwudziestu siedmiu odcinkach tej produkcji. Tego samego roku odegrał swoją pierwszą rolę filmową; była to postać imieniem Posse w filmie krótkometrażowym Vanish w reżyserii Briana Fitzhugh. Po epizodycznych występach w serialu NBC Szpital Miłosierdzia (Mercy) i krótkim metrażu Comics, otrzymał rolę Godricka w komedii romantycznej Dana Brennana The Video Guys (2009). Przełom w karierze Samuela Whittena nastąpił rok później, gdy Casper Andreas obsadził aktora w komedii Violet Tendencies. Whitten stworzył w filmie kreację homoseksualnego pracownika ekskluzywnego nowojorskiego domu mody, którego partner desperacko domaga się adopcji dziecka. Jeszcze w 2010 gościnnie pojawiał się w odcinkach seriali Poślubione armii (Army Wives, prod. Lifetime) oraz Prawo i porządek: Zbrodniczy zamiar (Law & Order: Criminal Intent, USA Network). Kontynuując pracę z niezależnym filmowcem Danem Brennanem, odegrał drugoplanową rolę Dylana Shea w jego komediodramacie Maggie Marvel (2011). Pojawił się w telewizyjnym dramacie The Secret Game (2012), antywojennym filmie akcji Mirage at Zabul Province (2013) oraz krótkometrażowym projekcie Eleanora: The Forgotten Princess (2014). W latach 2013−2014 występował jako agent Phillip Westerbeck w serialu IndieFlix Dark Prophet.
Mieszka w Los Angeles.